# DK온라인
DK온라인은 그 동안 다수의 MMORPG를 제작했던 개발자들이 모여 설립한 알피지팩토리의 첫 번째 작품으로.  유저들간의 결속과 협력, 견제가 중요한 콘텐츠가 되는 정통 MMORPG이다.
2012년 03.29일 오픈베타 (스마일게이트)   2015년~현재 마상소프트로  이관되었다

## 게임 특징
게임 내에서 플레이어는 인간/엘프/그레이 엘프/라이칸/디엘 중에서 종족을 설정하여, 워리어/소서리스/워록/팔라딘/아처 중에서 직업을 설정하여 자신만의 고유한 캐릭터를 생성할 수 있다. 워리어를 제외한 나머지 직업은 선택 가능한 종족이 따로 정해져 있다.
PK 정도에 따라서 캐릭터의 성향이 결정된다. PK를 많이 한 경우 '카오틱'으로 캐릭터명이 붉은색으로 노출되는 식이다.